# Сафонов, Александр Захарович
Алекса́ндр Заха́рович Сафо́нов (1 июня 1923, село Хреновое, Воронежская губерния — 25 марта 2006) — командир отделения 35-й отдельной гвардейской роты связи, гвардии ефрейтор — на момент представления к награждению орденом Славы 1-й степени.

## Биография
Родился 1 июня 1923 года в селе Хреновое (ныне — Новоусманского района Воронежской области). В 1941 году окончил 9 классов.
В июле 1941 года был призван в Красную Армию и направлен в Воронежское военное училище связи. В октябре 1941 года вместе с училищем был эвакуирован на восток, в город Самарканд. Однако учиться не пришлось. Почти весь первый курс направили в качестве телефонистов на укомплектование формирующейся 75-й морской стрелковой бригады.
С декабря 1941 года, в составе бригады, участвовал в боях под Москвой. В начале 1942 года на Калининском фронте в составе лыжного батальона телефонист Сафонов принимал участие в рейдах по тылам противника. В одном из рейдов обморозил руки и был эвакуирован в госпиталь, где ему ампутировали два пальца. Стал инвалидом и должен был быть освобожден от службы. После многочисленных просьб добился разрешения вернуться в строй.
Был направлен в свою же бригаду, преобразованную уже в 27-ю гвардейскую стрелковую дивизию, зачислен телефонистом 35-го отдельного батальона связи. В составе этого батальона прошел боевой путь до конца войны. Воевал на Сталинградском, 3-м Украинском и 1-м Белорусском фронтах.
В наступательных боях 25-26 мая 1944 года гвардии красноармеец Сафонов поддерживал бесперебойную связь командного пункта командира дивизии с 13-м штрафным батальоном. За два дня боев под огнём противника устранил 25 порывов связи. Награждён медалью «За отвагу».
1 августа 1944 года при форсировании реки Висла около населенного пункта Варка гвардии ефрейтор Сафонов переправился на противоположный берег реки вместе с первой группой пехоты. Несмотря на сильный огонь противника, организовал связь через реку и устранил 6 порывов на линии.
Приказом по частям 27-й гвардейской стрелковой дивизии от 19 августа 1944 года гвардии ефрейтор Сафонов Александр Захарович награждён орденом Славы 3-й степени.
28 января 1945 года в уличных боях за город Познань гвардии ефрейтор Сафонов участвовал в отражении контратаки противника, пытавшегося захватить наблюдательный пункт дивизии. Телефонисты из личного оружия уничтожили 37 противников и одного взяли в плен. Затем, под огнём противника, восстановили прерванную телефонную связь.
Приказом от войскам 8-й гвардейской армии от 21 февраля 1945 года гвардии ефрейтор Сафонов Александр Захарович награждён орденом Славы 2-й степени.
21 февраля 1945 года во время боя за города Познань, при штурме крепости «Цитадель», гвардии ефрейтор Сафонов обеспечил связь командира дивизии с частями и подразделениями, лично участвовал в боях вместе со штурмующими подразделениями. Подобравшись к дзоту, из которого велся пулеметный огонь, трупом немецкого солдата закрыл амбразуру, чем обеспечил продвижение подразделения. После чего, вместе с разведчиками, подкатил к позициям противников бочки с горючим, поджег их и сбросил на позиции врага. Находясь в разведывательной группе, Сафонов гранатами, из автомата и в рукопашном бою истребил несколько пехотинцев врага. Все это время поддерживал регулярную связь штурмующих групп с наблюдательным пунктом командира дивизии. Был представлен к награждению орденом Ленина, но командующим 8-й гвардейской армии статус награды был изменен.
В апреле 1945 года направлен на фронтовые курсы младших лейтенантов в город Штеттин. Здесь встретил день Победы.
Указом Президиума Верховного Совета СССР от 31 мая 1945 года за образцовое выполнение на фронте борьбе с немецкими захватчиками и проявленные при этом доблесть и мужество гвардии ефрейтор Сафонов Александр Захарович награждён орденом Славы 1-й степени. Стал полным кавалером ордена Славы.
В августе 1945 года переведен в военное училище связи в город Саратов, но учёбу так и не закончил. С ноября 1945 года по март 1947 года служил в Отдельном полку связи в городе Ленинграде. В марте 1947 года сержант Сафонов был демобилизован.
Вернулся на родину, работал в колхозе в родном селе. С апреля 1947 года по июнь 1950 года работал грузчиком в СМУ-511 на стройке города Воронежа. С сентября 1951 года работал на заводе имени М. И. Калинина модельщиком по дереву. В 1961 году окончил заочно Московский станкоинструментальный техникум. С октября 1963 года работал инженером, руководителем группы крупного литья Воронежского производственного объединения имени М. И. Калинина. В 1963 году вступил в КПСС.
Жил в городе Воронеж. Участник Парада Победы 1985 года. Скончался 25 марта 2006 года.
Награждён орденом Отечественной войны 1-й степени, Славы 1-й, 2-й и 3-й степени, медалями, в том числе «За отвагу».  Александр Захарович был навечно зачислен в списки личного состава Отдельного полка связи до вывода советских войск находившегося в составе ГСВГ (группы советских войск в Германии)